# Sebastián (película)
Sebastián es una película peruana de drama de 2014, ópera prima del director peruano Carlos Ciurlizza. Fue protagonizada por el mismo Carlos Ciurlizza, junto a las actuaciones de Katerina D'Onofrio, Myriam Reategui, Burt Grinstead y Brando Gallesi. Fue rodada en la ciudad peruana de Ferreñafe y la ciudad estadounidense de Los Ángeles. 
Pese a que en su año de presentación fue proyectada en el Festival Internacional de Busan, recién pudo verse en los cines peruanos a partir del 2 de junio de 2016. Ciurlizza ha mencionado en algunas entrevistas que este filme es semibiográfico.

## Sinopsis
Sebastián (Carlos Ciurlizza) es un chef peruano que reside en Los Ángeles. Un día, recibe una llamada desde Perú comunicándole que Carmen (Myriam Reátegui), su mamá y que también es alcaldesa de su distrito, está internada en el hospital y que necesita la ayuda de alguien para que la cuide. Inmediatamente, él decide tomar un vuelo y dirigirse a la pequeña ciudad de Ferreñafe donde vivía.
En su regreso, Sebastián se reencuentra con la enfermera y amiga suya Lucía (Katerina D'Onofrio), quien también era su expareja y llevaba muchos años sin contarle un secreto, además de la empleada de su hogar Martha (Liz Moreno). Ni ellas ni los habitantes de la localidad saben que Sebastián es bisexual. Posteriormente y de forma sorpresiva, llega Josh (Burt Grinstead), esposo de Sebastián, lo que desata la homofobia de quienes les rodean y un conflicto interno en Sebastián.

## Elenco
- Carlos Ciurlizza como Sebastián.
- Katerina D'Onofrio como Lucía.
- Myriam Reátegui como Carmen.
- Burt Grinstead como Josh Cooper.
- Brando Gallesi como Nicolás.
- Angelita Velásquez como Bertha.
- Liz Moreno como Martha.
- Francisco Cabrera como Danny.
- Cristhian Esquivel como Lalo
- Haydeé Cáceres como María de los Ángeles
- Eva Ayllón como Micaela.
- Hamlet Saavedra como Juan.
- Laura Mendoza como Amalia.
- Neila Hinostroza como recepcionista de hotel/novia de Danny.
- José Huertas como director de escuela.